# Boogschieten op de Paralympische Zomerspelen 1988
Op de VIIIe Paralympische Spelen die in 1988 werden gehouden in het Zuid-Koreaanse Seoel was boogschieten een van de 18 sporten die werd beoefend tijdens deze spelen. Vanaf dit jaar werden de Paralympische Zomerspelen weer in hetzelfde land als de Olympische Spelen gehouden.

## Mannen

### Teams
| Rank | Land       | Punten | Schutters                                                         |
| ---- | ---------- | ------ | ----------------------------------------------------------------- |
| 1    | Zuid-Korea | 7077   | Hee Sook Kim Ho Sung Kim Ki Ki Jang Choon Heung Yoon              |
| 2    | Italië     | 6960   | Giuseppe Gabelli Orazio Pizzorni Giuliano Koten Fabio Amadi       |
| 3    | Japan      | 6863   | Junji Uchiyama Yoshihiro Inoue Shigetoshi Yoshida Michio Okanishi |

| Rank | Land       | Punten | Schutters                                            |
| ---- | ---------- | ------ | ---------------------------------------------------- |
| 1    | Zuid-Korea | 7059   | Sung Hee Kim Hak Young Lee Tae Sung An Hyun Kwan Cho |
| 2    | Finland    | 6627   | Veijo Viinikka Raimo Tirronen Keijo Kallunki         |
| 3    | Frankrijk  | 6571   | Daniel Lelou Jean-Michel Favre Lucien Courtillon     |

### Individueel
| Klasse                              | Punten | land | Goud              | land | Zilver           | land | Brons           |
| ----------------------------------- | ------ | ---- | ----------------- | ---- | ---------------- | ---- | --------------- |
| Dubbele FITA Ronde 2-6              | 2482   | SUI  | Michel Baudois    | KOR  | Hee Sook Kim     | FRG  | Udo Wolf        |
| Dubbele FITA Ronde open             | 2553   | KOR  | Tae Sung An       | BEL  | Carmelo Scalisi  | ESP  | Antonio Rebollo |
| Dubbele korte Metrische ronde 1A-1C | 1218   | FIN  | Martti Rantavouri | JPN  | Narumi Fujii     | USA  | Michael Stauner |
| Enkele FITA Ronde C7,C8             | 1138   | BEL  | Alfons Kuys       | JPN  | Kiyotaka Tashiro | KOR  | Kyung Sun Kim   |

## Vrouwen

### Teams
| \| Rank \| Land \| Punten \| Schutters \| \| ---- \| ------------------- \| ------ \| ----------------------------------------------- \| \| 1 \| Verenigd Koninkrijk \| 6821 \| Wilma Anic Joan Cooper Karen Watts \| \| 2 \| West-Duitsland \| 6570 \| Ursula Drosdziok Inge Enzmann Karin Kieblich \| \| 3 \| Finland \| 6863 \| Sirkka Liisa Collin Elli Korva Hilkka Jokivirta \| |                     |        |                                                 |
| Rank | Land                | Punten | Schutters                                       |
| 1 | Verenigd Koninkrijk | 6821   | Wilma Anic Joan Cooper Karen Watts              |
| 2 | West-Duitsland      | 6570   | Ursula Drosdziok Inge Enzmann Karin Kieblich    |
| 3 | Finland             | 6863   | Sirkka Liisa Collin Elli Korva Hilkka Jokivirta |

### Individueel
| Klasse                  | Punten | land | Goud          | land | Zilver           | land | Brons            |
| ----------------------- | ------ | ---- | ------------- | ---- | ---------------- | ---- | ---------------- |
| Dubbele FITA Ronde 2-6  | 2395   | GBR  | Karen Watts   | FIN  | Elli Korva       | ITA  | Paola Fantato    |
| Dubbele FITA Ronde open | 2388   | KOR  | Kyung Hee Lee | FRG  | Anneliese Dersen | DEN  | Birthe Morgensen |

Atletiek · Bankdrukken · Basketbal · Boogschieten · Boccia · CP-voetbal · Gewichtheffen · Goalball · Judo · Koersbal · Schermen · Schietsport · Snooker · Tafeltennis · Tennis · Volleybal · Wielersport · Zwemmen
Rome 1960 ·
Tokio 1964 ·
Tel Aviv 1968 ·
Heidelberg 1972 ·
Toronto 1976 ·
Arnhem 1980 ·
New York & Stoke Mandeville 1984 ·
Seoel 1988 ·
Barcelona 1992 ·
Atlanta 1996 ·
Sydney 2000 ·
Athene 2004 ·
Peking 2008 ·
Londen 2012 ·
Rio de Janeiro 2016 ·
Tokio 2020 ·
Parijs 2024 ·
Los Angeles 2028